# Liste der Kantone im Département Aveyron
Das Département Aveyron liegt in der Region Okzitanien in Frankreich. Es untergliedert sich in 3 Arrondissements mit 23 Kantonen (französisch cantons).

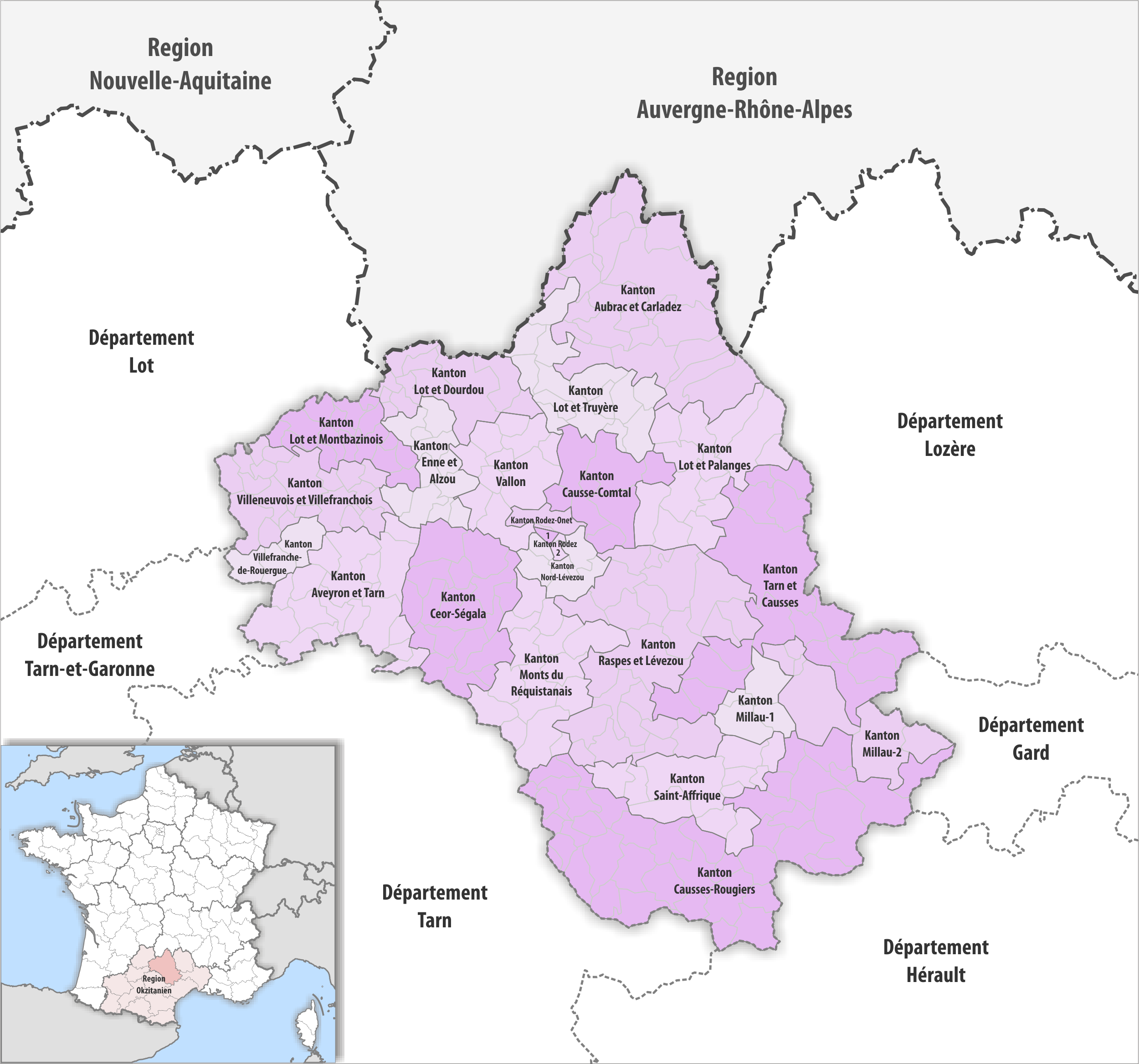
Gemeinden und Kantone im Département Aveyron

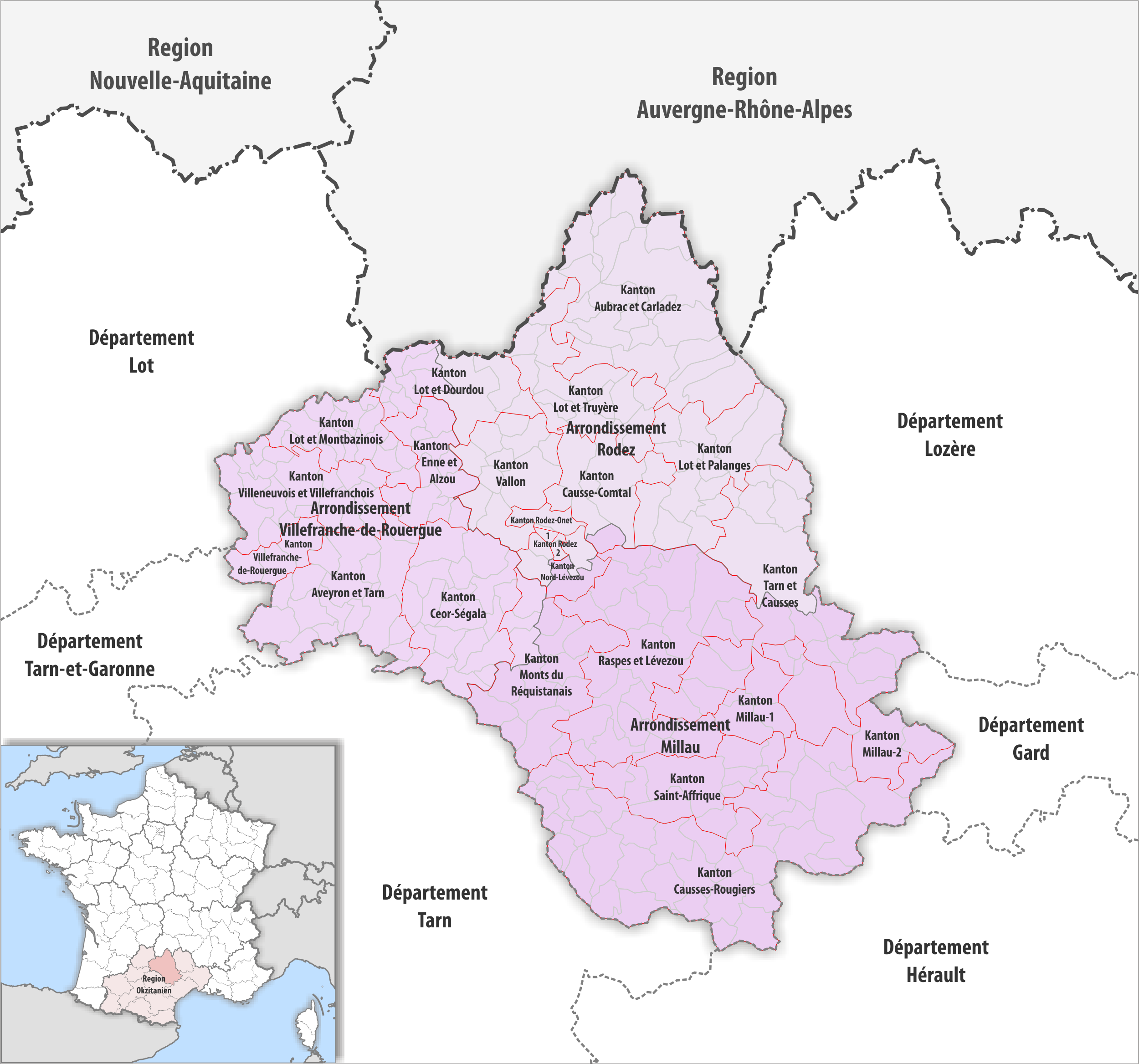
Gemeinden, Arrondissemente und Kantone im Département Aveyron

| Kanton                         | Gemeinden | Einwohner 1. Januar 2022 | Fläche km² | Dichte Einw./km² | Code INSEE | Arrondissement(e)                |
| ------------------------------ | --------- | ------------------------ | ---------- | ---------------- | ---------- | -------------------------------- |
| Aubrac et Carladez             | 21        | 9.928                    | 860,25     | 12               | 1201       | Rodez                            |
| Aveyron et Tarn                | 17        | 10.612                   | 500,26     | 21               | 1202       | Villefranche-de-Rouergue         |
| Causse-Comtal                  | 7         | 12.324                   | 272,32     | 45               | 1203       | Millau, Rodez                    |
| Causses-Rougiers               | 43        | 12.762                   | 1.268,02   | 10               | 1204       | Millau                           |
| Ceor-Ségala                    | 18        | 14.095                   | 471,22     | 30               | 1205       | Villefranche-de-Rouergue         |
| Enne et Alzou                  | 11        | 12.841                   | 225,12     | 57               | 1206       | Villefranche-de-Rouergue         |
| Lot et Dourdou                 | 11        | 12.661                   | 286,02     | 44               | 1207       | Rodez, Villefranche-de-Rouergue  |
| Lot et Montbazinois            | 16        | 11.909                   | 239,15     | 50               | 1208       | Villefranche-de-Rouergue         |
| Lot et Palanges                | 13        | 10.389                   | 465,62     | 22               | 1209       | Rodez                            |
| Lot et Truyère                 | 14        | 10.228                   | 359,41     | 28               | 1210       | Rodez                            |
| Millau-1                       | 3 1⁄2     | 14.642                   | 137,00     | 107              | 1211       | Millau                           |
| Millau-2                       | 5 1⁄2     | 14.079                   | 297,59     | 47               | 1212       | Millau                           |
| Monts du Réquistanais          | 14        | 10.719                   | 445,08     | 24               | 1213       | Millau, Villefranche-de-Rouergue |
| Nord-Lévezou                   | 4         | 13.735                   | 120,89     | 114              | 1214       | Millau, Rodez                    |
| Raspes et Lévezou              | 22        | 10.840                   | 809,05     | 13               | 1215       | Millau                           |
| Rodez-1                        | 1⁄3       | 12.069                   | 4,47       | 2.700            | 1216       | Rodez                            |
| Rodez-2                        | 1 ⁄3      | 12.256                   | 10,28      | 1.192            | 1217       | Rodez                            |
| Rodez-Onet                     | 1 ⁄3      | 14.174                   | 43,36      | 327              | 1218       | Rodez                            |
| Saint-Affrique                 | 11        | 12.475                   | 361,95     | 34               | 1219       | Millau                           |
| Tarn et Causses                | 18        | 10.316                   | 765,19     | 13               | 1220       | Millau, Rodez                    |
| Vallon                         | 10        | 12.959                   | 299,40     | 43               | 1221       | Rodez                            |
| Villefranche-de-Rouergue       | 3         | 12.927                   | 108,07     | 120              | 1222       | Villefranche-de-Rouergue         |
| Villeneuvois et Villefranchois | 20        | 10.796                   | 385,40     | 28               | 1223       | Villefranche-de-Rouergue         |
| Département Aveyron            | 285       | 279.736                  | 8.735,12   | 32               | 12         | –                                |

## Liste ehemaliger Kantone
Bis zum Neuzuschnitt der französischen Kantone im März 2015 war das Département Aveyron wie folgt in 46 Kantone unterteilt:
| Arrondissement           | Kantone |
| ------------------------ | --- |
| Millau                   | Belmont-sur-Rance, Camarès, Campagnac, Cornus, Millau-Est, Millau-Ouest, Nant, Peyreleau, Saint-Affrique, Saint-Beauzély, Saint-Rome-de-Tarn, Saint-Sernin-sur-Rance, Salles-Curan, Sévérac-le-Château, Vézins-de-Lévézou |
| Rodez                    | Baraqueville-Sauveterre, Bozouls, Cassagnes-Bégonhès, Conques, Entraygues-sur-Truyère, Espalion, Estaing, Laguiole, Laissac, La Salvetat-Payralès, Marcillac-Vallon, Mur-de-Barrez, Naucelle, Pont-de-Salars, Réquista, Rignac, Rodez-Est, Rodez-Nord, Rodez-Ouest, Saint-Amans-des-Cots, Saint-Chély-d’Aubrac, Sainte-Geneviève-sur-Argence, Saint-Geniez-d’Olt |
| Villefranche-de-Rouergue | Aubin, Capdenac-Gare, Decazeville, Montbazens, Najac, Rieupeyroux, Villefranche-de-Rouergue |